# Södergadden, Larsmo
Södergadden är en del av en ö i Finland. Den ligger i Bottenviken och i kommunen Larsmo i landskapet Österbotten, i den nordvästra delen av landet. Ön ligger omkring 85 kilometer nordöst om Vasa och omkring 410 kilometer norr om Helsingfors.
Öns area är 1,5 hektar och dess största längd är 200 meter i sydöst-nordvästlig riktning.